# Skuhrov (okres Jablonec nad Nisou)
Skuhrov je obec, která se nachází v okrese Jablonec nad Nisou v Libereckém kraji. Žije zde 628 obyvatel.

## Historie
První písemná zmínka o obci pochází z roku 1543.

## Pamětihodnosti
- Skuhrovská lípa, památný strom v severní části vesnice u čp. 26
- Pozůstatky špýcharu z roku 1832 na jižním okraji kopce Líska, který sloužil převážně pro maloskalskou vrchnost.[4]

## Části obce
- Skuhrov
- Huntířov

V letech 1850–1930 k obci patřila i Alšovice.